# Altenufer
Altenufer ist eine Ortslage in der bergischen Großstadt Solingen.

## Geographie
Der Ort befindet sich im Stadtteil Ohligs am äußersten Ende der nach ihm benannten Uferstraße. Er liegt auf einer Anhöhe südlich des Viehbachtals, durch das auch die zur Kraftfahrstraße ausgebaute Viehbachtalstraße führt. Bei Altenufer quert sie auf einer Brücke die Höhscheider Straße. Auf der Nordseite des Viehbachtales liegen Scharrenberg und die Scharrenberger Mühle. Im Osten, dem Verlauf der Uferstraße folgend, befinden sich Hülsen und südlich davon Riefnacken, im Süden Neuenufer und Aufderbech, außerdem die Wohnsiedlungen an Hölderlin- und Rückertstraße. Im Westen liegen Barl und die Gewerbegebiete an der Mühlenstraße und der Straße Ober der Mühle. An der Gemarke befindet sich zudem die Endstelle der Viehbachtalstraße.

## Etymologie
Die Ortsbezeichnung Altenufer rührt von der Lage der Hofschaft her. Der Ort befindet sich an einem Ufer, also einem Hang oder Abhang des Viehbachtales. Alten- dient der Unterscheidung von dem nahe gelegenen Ort Neuenufer. Letzterer dürfte der jüngere der beiden sein.

## Geschichte
Altenufer lässt sich bis in das 16. Jahrhundert zurückverfolgen und war anfangs auch als Auf dem Ufer bekannt.
Auf der Karte Topographia Ducatus Montani, Blatt Amt Solingen, von Erich Philipp Ploennies von 1715 sind beide Orte,  Alten- und Neuenufer, mit einer Hofstelle verzeichnet und als ufer benannt. Sie gehörten zur Honschaft Barl innerhalb des Amtes Solingen. Die Topographische Aufnahme der Rheinlande von 1824 verzeichnet Altenufer unbeschriftet und die Preußische Uraufnahme von 1844 als Alt Ufer. In der Topographischen Karte des Regierungsbezirks Düsseldorf von 1871 sind beide Orte verzeichnet und als Ufer benannt.
Nach Gründung der Mairien und späteren Bürgermeistereien Anfang des 19. Jahrhunderts gehörte Altenufer zur Bürgermeisterei Merscheid, die 1856 zur Stadt erhoben und im Jahre 1891 in Ohligs umbenannt wurde.
1815/16 lebten zusammen 49 Menschen in Alten- und Neuenufer, im Jahr 1830 57 Menschen im als Weiler bezeichneten Alter und Neuer Ufer. Dort lag er in der Flur VIII. Wieveldick. Der nach der Statistik und Topographie des Regierungsbezirks Düsseldorf als Hofstadt kategorisierte Ort besaß zu dieser Zeit vier Wohnhäuser und drei landwirtschaftliche Gebäude. Zu dieser Zeit lebten 18 Einwohner im Ort, davon einer katholischen und 17 evangelischen Bekenntnisses. Die Gemeinde- und Gutbezirksstatistik der Rheinprovinz führt den Ort 1871 mit vier Wohnhäusern und 32 Einwohnern auf. Im Gemeindelexikon für die Provinz Rheinland von 1888 werden für Altenufer vier Wohnhäuser mit 22 Einwohnern angegeben. 1895 besitzt der Ortsteil vier Wohnhäuser mit 28 Einwohnern.
Mit der Städtevereinigung zu Groß-Solingen im Jahre 1929 wurde Altenufer ein Ortsteil Solingens. Als einer der wenigen tatsächlich realisierten Abschnitte der geplanten Autobahn 54 entstand am Ende der 1970er Jahre auf dem Teilstück An der Gemarke bis Mangenberg eine vierspurige Kraftfahrstraße durch das nördlich von Altenufer gelegene Viehbachtal. Dieses Teilstück der als L 141n gewidmeten Viehbachtalstraße wurde am 31. August 1979 dem Verkehr übergeben. Nach zahlreichen Anwohnerbeschwerden über zu viel Lärm wurden im Folgejahr einige Maßnahmen für einen verbesserten Lärmschutz eingeleitet. Der Weiterbau der Viehbachtalstraße zwischen Mangenberg und dem Frankfurter Damm erfolgte bis 1981. Ein weiterer Ausbau erfolgte jedoch nicht; die A 54 wurde nie fertiggestellt.:55